# 奥亚尔孙
奥亚尔孙（西班牙語：Oyarzun）是西班牙巴斯克自治区吉普斯夸省的一个市镇。总面积60平方公里，总人口9179人（2001年），人口密度153人/平方公里。

## 友好城市
- 法國 卡赖普卢盖尔